# Nowa Chronologia (Davida Rohla)

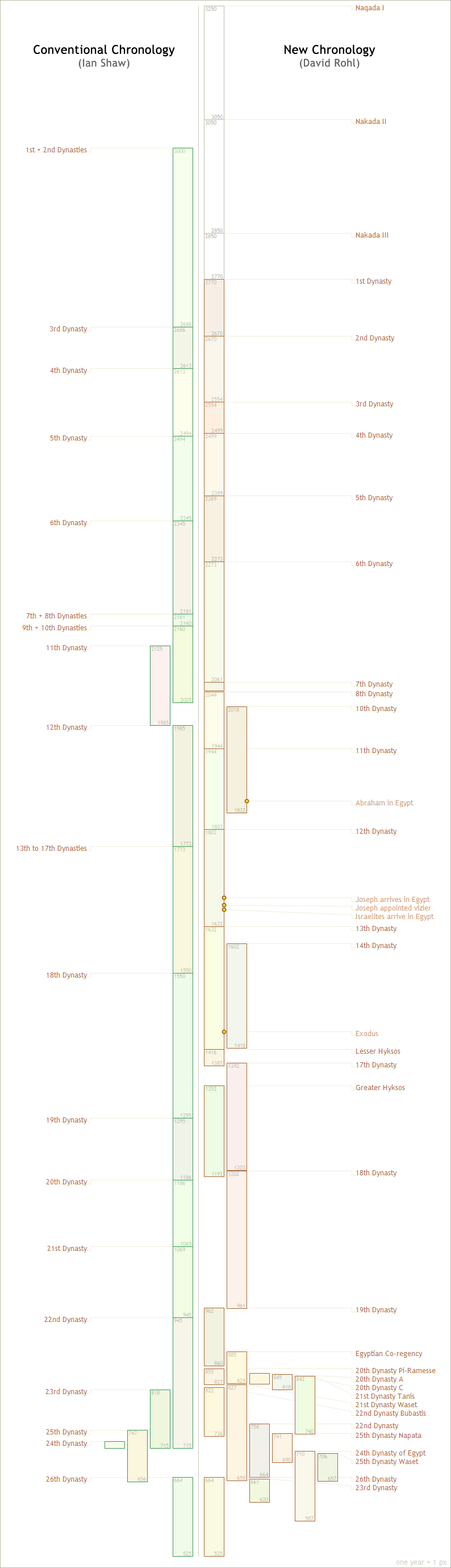
Zestawienie porównawcze dwóch typów chronologii starożytnego Bliskiego Wschodu wg egiptologów Davida Rohla (Nowa Chronologia) oraz Iana Shawa (Tradycyjna)

Nowa Chronologia (Davida Rohla) – system chronologiczny stworzony przez Davida Rohla (brytyjskiego egiptologa i historyka starożytności) rewidujący dotychczas uznawaną chronologię starożytnego Bliskiego Wschodu (Egiptu, Syropalestyny i Mezopotamii) przed 664 rokiem p.n.e. Jeden z kilkudziesięciu systemów rewizji chronologii starożytności spod znaku organizacji SIS i ISIS, jednak odrzucany przez środowisko naukowe.
Jeśli chodzi o chronologię Syropalestyny, to władcy izraelscy – Saul i Dawid zostali umieszczeni w późnej epoce brązu IIA i powiązani z listami z Amarna.

## Nowa ChronologiaMezopotamii
- ok. 6000 p.n.e. Plemię patriarchy Adama (amor. Dudiya-Adamu) żyje w dolinie Tabriz, w Górach Zagros (kraj Eden)
- ok. 5500 p.n.e. Początek wędrówki plemienia Adama (Protosumerów) na południe; potomkowie patriarchy Kaina (amor. Kyiana) opracowują technologię wypalania ceramiki w Tepe Guran
- ok. 5000 p.n.e. Plemię Adama (Sumerowie) przybywa do południowej Mezopotamii pod przywództwem patriarchy Henocha (amor. Hanu): Henoch wraz z synem Iradem (amor. Arada) zakładają pierwsze miasto świata – Eridu, a następnie Uruk (sumer. Nuk) i Ur (sumer. Unuki); początek budowli z cegły mułowej
- ok. 4500 p.n.e. Miasto Badtibira – ośrodek wytopu miedzi, założony przez patriarchę Tubal-Kaina (amor. Zuabu) – przejmuje przewodnictwo w Sumerze; Sumerowie zakładają na Bahrajnie (sumer. Tilmun) faktorię handlową; początek archeologicznego okresu Ubajd
- ok. 3100 p.n.e. Wielki Potop w Mezopotamii za czasów patriarchy Noego z Szuruppak (sumer. Ziusudra, amor. Nuabu); koniec archeologicznego okresu Ubajd; arka osiada na szczycie Judi Dagh w Kurdystanie (3113 p.n.e. Potop według kalendarza Majów)
- ok. 3100 – ok. 3050 p.n.e. Ponowne zasiedlenie Mezopotamii przez Sumerów; odbudowa miast; początek archeologicznego okresu Uruk
- ok. 3100 p.n.e. Początek panowania I dynastii z Kisz
- ok. 3100 – ok. 2221 p.n.e. Panowanie I dynastii z Uruk
- ok. 2900 p.n.e. Panowanie patriarchy Nimroda (sumer. Enmenkar) jako króla z I dynastii z Uruk; budowa „Wieży Babel” w Eridu; rozproszenie budowniczych wieży – początek przerwy osadniczej w Eridu
- ok. 2800 p.n.e. Panowanie Lugalbandy jako króla z I dynastii z Uruk; koniec archeologicznego okresu Uruk; początek okresu Dżemdet Nasr
- ok. 2700 p.n.e. Koniec archeologicznego okresu Dżemdet Nasr; początek I okresu wczesnodynastycznego
- ok. 2588 p.n.e. Panowanie Dumuziego jako króla z I dynastii z Uruk
- ok. 2500 p.n.e. Koniec I okresu wczesnodynastycznego; początek II okresu wczesnodynastycznego
- ok. 2487 p.n.e. Panowanie Gilgamesza jako króla z I dynastii z Uruk
- ok. 2348 p.n.e. Najwcześniejsza data historyczna w Nowej Chronologii Mezopotamii; koniec II okresu wczesnodynastycznego; początek III okresu wczesnodynastycznego
- ok. 2348–2172 p.n.e. Panowanie I dynastii z Ur
- ok. 2341–2112 p.n.e. Panowanie dynastii z Lagasz
- ok. 2221–2113 p.n.e. Panowanie II dynastii z Uruk
- 2171 p.n.e. Początek panowania II dynastii z Ur,
- 2163 p.n.e. Początek panowania IV dynastii z Kisz
- 2112–2087 p.n.e. Panowanie Lugalzagesiego, jedynego władcy z III dynastii z Uruk
- 2100–1920 p.n.e. Panowanie dynastii z Akadu
- ok. 1922 – ok. 1892 p.n.e. Panowanie IV dynastii z Uruk
- 1982–1889 p.n.e. Panowanie dynastii gutejskiej
- 1889–1883 p.n.e. Panowanie Utuhengala, jedynego władcy z V dynastii z Uruk
- 1900–1793 p.n.e. Panowanie III dynastii z Ur
- 1805–1559 p.n.e. Panowanie dynastii z Isin
- 1798–1536 p.n.e. Panowanie dynastii z Larsy
- 1667–1362 p.n.e. Panowanie I dynastii babilońskiej (dynastii starobabilońskiej)

## Nowa ChronologiaEgiptu
- ok. 4500 – ok. 3250 p.n.e. Archeologiczny okres Badarian (kultura neolityczna)
- ok. 3250 – ok. 3050 p.n.e. Archeologiczny okres Nagada I (inaczej okres amracki)
- ok. 3050 p.n.e. Patriarcha Kusz (sumer. Meski'aggaszer), pierwszy król z I dynastii z Uruk wraz z młodszymi braćmi – Misraimem, Putem i Kanaanem kolonizuje wybrzeża Erytrei i Jemenu, zakładając kraj Punt (eg. Pun/Poen); lud Poen w późniejszym okresie daje początek Kananejczykom i Fenicjanom (ok. 3000 p.n.e.)
- ok. 3050 – ok. 2850 p.n.e. Archeologiczny okres Nagada II (inaczej okres gerzeński)
- ok. 3000 p.n.e. Patriarcha Misraim, młodszy „brat” Kusza, jako król-Horus (dowodząc 12 statkami i 400 wojownikami) podbija południową część Górnego Egiptu, zakładając swą stolicę w Hierakonpolis (eg. Nekhen). (Pierwszy król-Horus został pochowany w Grobowcu 100 w Hierakonpolis). Wojownicy Misraima dają początek elitarnej kaście rządzącej zwanej Patu.
- ok. 2900 p.n.e. Inna grupa ludu Poen, pod wodzą króla-Seta, podbija północną część Górnego Egiptu i zakłada stolicę w Nubt (koło Nagady)
- ok. 2850 p.n.e. Zwycięstwo króla-Horusa z Nekhen nad królem-Setem z Nubt; zjednoczenie Górnego Egiptu i założenie nowej stolicy w Tinis (eg. Tjenu); początek panowania dynastii zerowej; początek okresu Nagada III
- ok. 2789/2781 p.n.e. Zjednoczenie Egiptu przez Menesa (inaczej Horusa Ahę); początek panowania I dynastii; najwcześniejsza data historyczna w Nowej Chronologii Egiptu; koniec okresu Nagada III
- ok. 2669 p.n.e. Początek panowania II dynastii
- ok. 2514 p.n.e. Początek panowania III dynastii
- ok. 2459 Początek panowania IV dynastii
- ok. 2350 p.n.e. Początek panowania V dynastii
- ok. 2224 p.n.e. Początek panowania VI dynastii
- ok. 2043 p.n.e. Początek panowania VIII dynastii
- 1943–1800 p.n.e. Panowanie XI dynastii
- 1800–1633 p.n.e. Panowanie XII dynastii
- XVII w. – 1662 p.n.e. Przybycie Izraelitów do Egiptu za panowania Amenemhata III
- 1632–1447 p.n.e. Panowanie XIII dynastii (do Dedmesa, faraona Exodusu)
- 1447 p.n.e. Wyjście Izraelitów z Egiptu (Exodus)
- 1290–1183 p.n.e. Panowanie XV dynastii (Wielkich Hyksosów)
- 1194–950 p.n.e. Panowanie XVIII dynastii
- 948–850 p.n.e. Panowanie XIX dynastii
- 933–892 p.n.e. Panowanie Ramzesa II Wielkiego jako króla z XIX dynastii i biblijnego faraona Szyszaka (eg. Szisza)
- 823–664 p.n.e. Panowanie XXII dynastii (libijskiej)

## Rozpowszechnianie poglądu
Chociaż nowa chronologia nie została zaakceptowane w środowisku akademickim, jest szeroko propagowana od 1990 przez Davida Rohla. Jego książka A Test of Time: The Bible – from Myth to History przez osiem tygodni w 1995 r. (od 17 września do 6 listopada) utrzymywała się w pierwszej dziesiątce na liście bestsellerów Sunday Times. Na jej podstawie w roku 1995 przez brytyjski Channel 4 został zrealizowany film dokumentalny, emitowany w Stanach Zjednoczonych w 1996 roku przez The Learning Channel.